# Humfred af Hauteville
Humfred af Hauteville (født ca. 1010, død august 1057), var greve af Apulien og Calabrien fra 1051 til sin død.

## Familieforhold
Humfred var den yngste af de sønner, Tancred af Hauteville fik med sin første hustru, Muriella. To af hans ældre brødre, Vilhelm og Drogo var draget til Syditalien omkring 1035, og i 1042 blev Vilhelm af de øvrige normannere i området udråbt som greve af Apulien. Humfred drog ned til sine brødre omkring 1044, og i 1047 tildelte Drogo (som overtog grevetitlen i 1046) ham det lille grevskab Lavello som len. Lavello var et af de 12 grevskaber, der blev oprettet af normannerne på mødet i Melfi i 1043, og det blev dengang givet til Arnolin (død 1059). Der er ingen forklaring i litteraturen på, hvordan det var muligt for Humfred at overtage det. Man ved ikke meget om Humfreds tid i Lavello, men det berettes, at han i en kort periode var vært for den unge Richard Drengot, der som nyankommen manglede beskæftigelse i Syditalien. Humfred havde nu ikke midler til at underholde Richard og hans følge, så de måtte ernære sig på anden vis. Richard blev senere en vigtig våbenfælle i kampen mod pavedømmet og byzantinerne. Humfred skaffede sig i denne periode indtægter ved at opkræve beskyttelsespenge fra de byzantiske byer i Apulien, blandt andet gennemtvang han en aftale med Bari i 1046. Humfreds yngre halvbror Robert Guiscard kom til Italien i 1047, men han var så åbenlyst ambitiøs og magtlysten, at Drogo fik ham sendt på erobringstogt og efterfølgende ophold i Calabrien.

## Greve af Apulien og Calabrien
Humfreds bror Drogo blev myrdet i 1051, formentlig som led i et byzantinsk komplot, der også resulterede i mord på flere andre normanniske riddere. Uroen efter mordene resulterede i, at flere af de overlevende riddere gik i gang med at konsolidere deres positioner og erobre nye områder. De normanniske erobringer i Syditalien skete på bekostning af både pavestaten, de lombardiske fyrster og det byzantinske kejserrige. De tre parter havde også deres indbyrdes fejder, men normannernes fremfærd var nu så voldsom, at det lykkedes pave Leo 9. af danne en koalition mellem dem. I 1052 besøgte han sit hjemland, Tyskland, og forsøgte forgæves at få sin grandfætter, kejser Henrik 3. til at støtte sagen. De eneste tropper, der kom med fra Tyskland, blev rekrutteret af den pavelige kansler, Frederik af Lorraine. Det drejede sig om 700 svabiske sværdkæmpere, der med deres drabelige to-håndssværd og jernhårde disciplin kom til at udgøre kernen i den pavelige hær. Leo og hans tropper var tilbage i Rom i marts 1053. Den italienske del af hæren blev leveret af fyrst Rudolf af Benevento og af hertugen af Gaeta og greverne af Aquino og Teano. Ærkebispen af Amalfi og byens borgere stillede også tropper, og koalitionshæren fik desuden tilgang af mænd fra Apulien, Molise, Campania, Abruzzo og Latium, som reagerede på pavens opfordringer.

### Krig mod pavestaten og det byzantinske rige
Paven havde endnu en allieret i den byzantiske kejser Konstantin 10. Normannernes fremfærd var gået hårdt ud over de byzantiske besiddelser i Syditalien, og den lokale statholder (catapan) Argyrus kontaktede paven for at få en samordnet plan. Argyrus forsøgte først på egen hånd at slå normannerne, men hans tropper led nederlag til Robert Guiscard ved Crotone i Calabrien, og til Humfred ved Taranto. Planen gik ud på, at pavens hær skulle rykke ind i Apulien, hvor den så skulle forene sig med den byzantiske hær i nærheden af Siponto. Paven havde sin flanke dækket, fordi normannernes gamle våbenfælle fyrst Guaimar 4. af Salerno var blevet myrdet i juni 1052, og hans søn og efterfølger Gisulf 2. valgte at holde sig neutral.
Normannerne forstod med det samme, at dette opgør ville blive helt afgørende for deres fremtid i Syditalien. De sædvanlige fejder blev lagt på hylden, og alle våbenføre mænd blev samlet under ledelse af grev Humfred.
Pave Leo drog til Apulien og nåede Fortore-floden nær byen Civitate, nordvest for det nuværende Foggia. Normannerne forsøgte af al magt at nå frem til den pavelige hær, før den kunne forene sig med Argyrus' byzantinske tropper. De havde kun få forsyninger med sig og var godt sultne, men de kom til Civitate i tide og stillede sig op, så de forhindrede de pavelige styrkers videre fremmarch. Pavens styrke var på omkring 6.000 mand, fordelt mellem ryttere og fodfolk. Normannerne havde omkring 3.500 mand, hvoraf de 3.000 var ryttere. Normannerne foreslog en forhandling, men de blev mødt med valget mellem overgivelse eller død, så de besluttede at angribe den følgende morgen. I slaget ved Civitate vandt normannerne en knusende sejr. Paven havde under kampen opholdt sig i byen Civitate, men byens ledende mænd var ikke interesseret i at få deres by angrebet og ødelagt, så de bad paven forlade stedet, og han havde dermed ikke andet valg end at overgive sig til normannerne. De behandlede ham respektfuldt, og han fik lov til at drage til Benevento, men med følgeskab af en afdeling normanniske riddere, der slog sig ned udenfor byen og dermed i praksis holdt ham i fangenskab. Han måtte blive i Benevento i ni måneder, før han i marts 1054 gik med til en traktat, der anerkendte normannernes erobringer. Så kunne han drage tilbage til Rom, men han nåede kun til Capua, hvor han blev syg og døde i april 1054.

### Flere erobringer
Da nyhederne om sejren ved Civitate nåede tilbage til Normandiet, udløste de en ny strøm af eventyrlystne riddere med mod på en fremtid i Syditalien. Der var nok at gøre for dem. Både de to koalitionsmodstandere og fyrsten af Salerno var svækkede, og de normanniske ledere udnyttede mulighederne til fulde. Fra Hauteville-familien kom i 1053 Humfreds bror Geoffrey og de to halvbrødre Mauger og Vilhelm, og de blev straks sat i arbejde. Robert Guiscard var ofte i Apulien efter Civitate, og hans styrker erobrede både Minervino, Otranto og Gallipoli før Humfred blev bekymret for hans voksende indflydelse og sendte ham tilbage til Calabrien for at lave nye erobringer der. Geoffrey fik området omkring Loritello i det nordligste Apulien som len i 1053, og begyndte straks at udbygge familiens position i området. Naboområdet med Gargano-halvøen gik til Mauger. Egnens gamle navn var "capitanatet" (efter den byzantinske catapan, vicekonge), og det svarede stort set til den nuværende provins omkring byen Foggia. Fyrsten af Salerno, Gisulf, der havde svigtet normannerne, da det brændte på, blev heller ikke glemt. Richard Drengot angreb ham med udgangspunkt i sit grevskab Aversa og Humfred sendte Vilhelm til området med ny titel som greve af Principatet, og Vilhelm erobrede efterhånden området mellem Policastro og Eboli. Humfred selv koncentrerede sig om den rigeste del af Apulien og havde erobret Oria, Nardò og Lecce inden udgangen af 1055. Byen Cosenza i Calabrien, der tidligere havde været et vigtigt støttepunkt for fyrstedømmet Salerno, blev erobret af Robert Guiscard i 1057.
I 1057 blev Humfred alvorligt syg – tilsyneladende malaria kombineret med effekten af et hårdt liv i felten, blandet med masser af udskejelser. Humfred var klar over, at selv om normannerne var i offensiven, kunne der hurtigt opstå nye koalitioner mod dem, så grevskabet havde brug for en stærk regent. Han så ingen anden udvej end at sende bud efter Robert Guiscard, som han udpegede som formynder og regent for sine mindreårige børn. Derefter døde han, i forvisning om, at hans efterkommere kunne beholde magten i Apulien.

## Efterkommere
Humfreds valg af Robert Guiscard var indlysende rigtigt i forhold til at bevare og udbygge normannernes magt i Syditalien, men det blev Humfreds børn, der kom til at betale prisen. Robert fik dem hurtigt udmanøvreret og blev anerkendt som greve af Apulien. De to drenge og deres søster mistede deres arv, og da de som voksne forsøgte oprør mod Robert, gik det dem dårligt:
- Abelard af Hauteville, født efter 1044. Deltog i mislykkede oprør i 1068 og 1072, men blev tilgivet. Da han gik med i et nyt oprør i 1078, blev det for meget for Robert, og da oprøret blev nedkæmpet i 1080, måtte han i eksil til den græske del af Byzantiet, hvor han døde i 1081.
- Herman af Hauteville, født efter 1045. Deltog i de samme oprør som sin bror, med samme nedslående resultat. Nåede at være med i endnu en mislykket opstand i 1082. Levede derefter i eksil i Byzantiet til sin død i 1097.
- Mindst én søster (kvinderne bliver notorisk ignoreret i kildematerialet, med mindre de er gift med betydningsfulde mænd). Søsteren var gift med Gradilon, som støttede sine svogre i oprøret i 1078. Da oprøret brød sammen og Gradilon blev fanget i 1079, lod Robert Guiscard ham blinde.

## Eksterne links
- History of the Norman World Arkiveret 9. januar 2006 hos  Wayback Machine.
- Leeds Medieval History Texts in Translation. Arkiveret 31. august 2011 hos  Wayback Machine

| Efterfulgte: Drogo af Hauteville | Grever af Apulien og Calabrien 1051 – 1057 | Efterfulgtes af: Robert Guiscard |